# Live Bites
Live Bites es el tercer álbum en vivo de la banda alemana de hard rock y heavy metal Scorpions, publicado en 1995 por Mercury Records. Se compone de trece canciones en directo seleccionadas de algunos conciertos dados en las giras Savage Amusement Tour (1988-1989), Crazy World Tour (1990-1991) y Face the Heat Tour (1993-1994). Adicionalmente, figuran dos canciones de estudio, «Heroes Don't Cry» y «White Dove», de las cuales esta última salió a la venta en 1994 como sencillo y fue una colaboración con Unicef para recaudar fondos para los refugiados de la guerra civil en Ruanda. La edición estadounidense difiere de la europea porque solo incluye once temas en vivo y agrega a «Edge of Time» como tercera pista de estudio. Esta originalmente había sido incluida en el álbum recopilatorio Deadly Sting, publicado exclusivamente en Europa semanas antes.
Una vez en el mercado, recibió reseñas mixtas por parte de la prensa especializada. Aunque la revista alemana Bravo mencionó que era un «gran disco en vivo para celebrar el treinta aniversario de la banda», otros como AllMusic o el canadiense Martin Popoff lo llamaron un álbum solo «para los fanáticos más dedicados» y «relativamente intrascendente», respectivamente. Comercialmente, tuvo una escasa atención en las listas musicales, ya que solo ingresó a los conteos Media Control Charts de Alemania y Rock & Metal Albums Chart del Reino Unido.

## Antecedentes

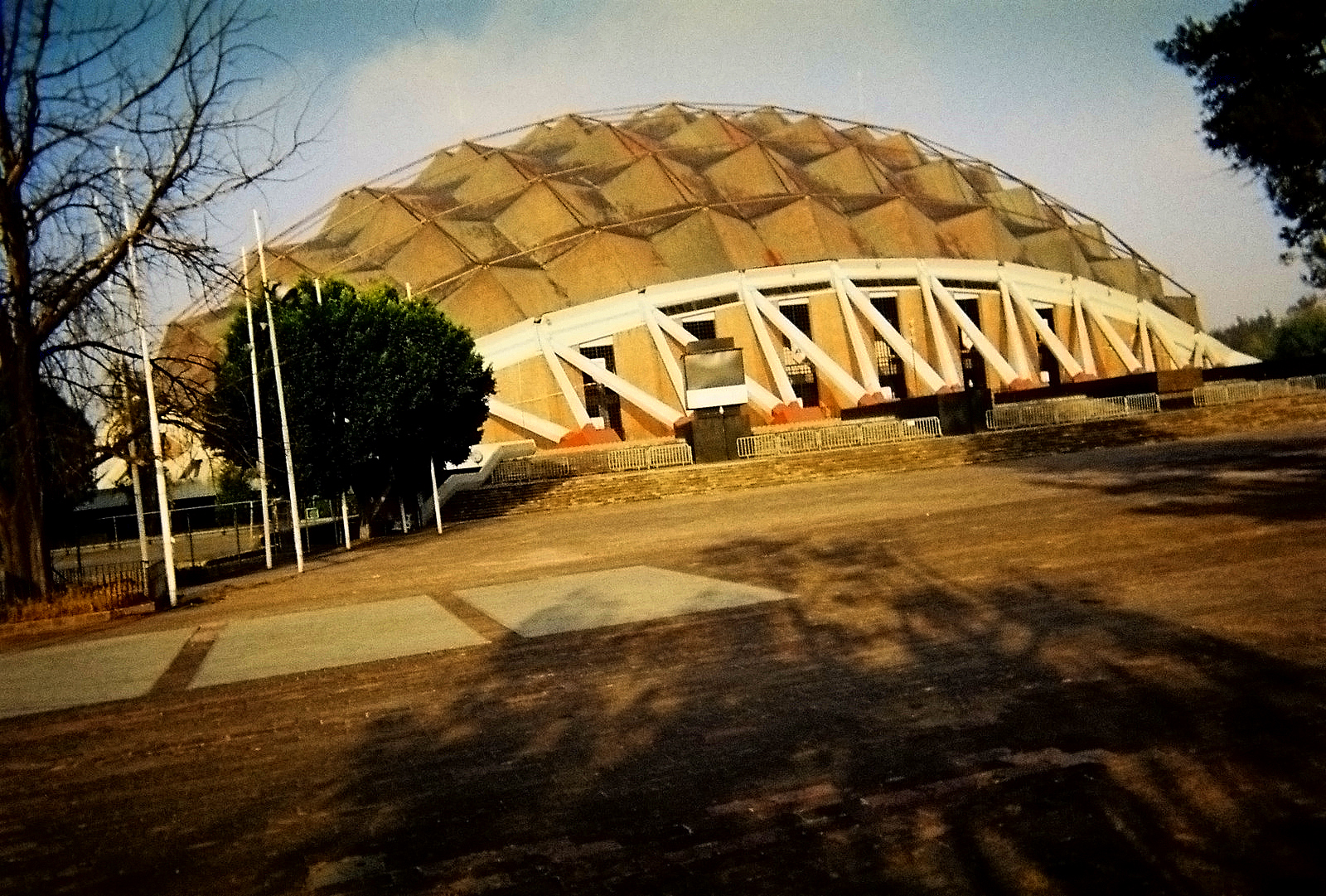
El Palacio de los Deportes de Ciudad de México fue uno de los recintos en donde se grabó parte del material en vivo

En 1993, Scorpions sacó al mercado su duodécimo álbum de estudio Face the Heat, su última producción editada por Mercury Records, puesto que PolyGram anunció en abril del mismo año que transferiría a todos los artistas del sello estadounidense a la europea Phonogram Records, incluido los alemanes. Aunque recibió críticas favorables por parte de los principales medios de la época, como Billboard, Cashbox y Music & Media, su gira promocional, Face the Heat Tour, fue más acotada que las anteriores, un reflejo de la baja popularidad que sufrían por entonces las bandas de hard rock y heavy metal, particularmente en los Estados Unidos. De esta serie de conciertos se sacó parte del material en directo para un futuro nuevo álbum en vivo.

## Grabación
El álbum se compone de trece canciones en vivo tomadas de varios conciertos dados durante las giras Savage Amusement Tour (1988-1989), Crazy World Tour (1990-1991) y Face the Heat Tour (1993-1994), las que fueron registradas en el siguiente orden: pistas uno, dos, cinco y siete en Ciudad de México (México); tres, cuatro y nueve en Berlín (Alemania); seis, diez y doce en San Francisco (Estados Unidos); ocho en Leningrado (Unión Soviética); y doce y tres en Múnich (Alemania). De ellas, destacaron «Ave Maria No Morro», una versión del cantante brasileño Herivelto Martins de 1942 e interpretada como agradecimiento especial a los fanáticos mexicanos, y «Concerto in V», un solo de guitarra de Rudolf Schenker con la compañía de Herman Rarebell en los teclados, la que solo tocaron en la gira de Face the Heat. Además, figuró «Living for Tomorrow», un tema escrito por Klaus Meine y Rudolf Schenker durante la grabación de Savage Amusement y que la tocaron solo en los conciertos en Leningrado en abril de 1988. Cabe señalar que esta había sido incluida previamente en el álbum recopilatorio Still Loving You de 1992.
Adicionalmente, el álbum presentó dos nuevas pistas de estudio: «Heroes Don't Cry» y «White Dove». La primera es una power ballad acústica escrita por Schenker y Meine y grabada en los estudios Goodnight LA de Los Ángeles (Estados Unidos) y Scorpio Sound de Hannover (Alemania) bajo la producción de Keith Olsen. Por su parte, «White Dove» es una versión arreglada de la canción «Gyöngyhajú Lány» de la banda húngara de rock progresivo Omega. Registrada en los Wisseloord de Hilversum (Países Bajos), en 1994 había sido editada como sencillo para apoyar a la Unicef, con el objetivo de reunir fondos para los refugiados de la guerra civil en Ruanda. Esta última y todas las canciones en directo fueron mezcladas por Erwin Musper en los estudios Wisseloord, mientras que la de «Heroes Don't Cry» se llevó a cabo en el estudio Criteria de Miami.

## Lanzamiento y promoción
Live Bites salió a la venta el 3 de abril de 1995 a través de Mercury Records; el lanzamiento solo se debió a un «compromiso contractual» con PolyGram, la empresa matriz del sello discográfico. La edición estadounidense difiere de la europea porque excluye a «Ave Maria No Morro» y «Hit Between the Eyes» e incluye una tercera pista de estudio titulada «Edge of Time», grabada en el estudio Scorpio Sound, que había figurado como «canción inédita» en el compilado Deadly Sting de febrero de 1995, publicado únicamente en Europa. Una vez en el mercado, ingresó a la lista Media Control Charts de Alemania y consiguió como máxima posición el puesto 66 en la semana del 8 de mayo de 1995. Asimismo, el 22 de abril de ese año debutó en la específica Rock & Metal Albums Chart del Reino Unido en la casilla 29. Por su parte, para promocionarlo, en el mismo año se publicó como sencillo promocional la versión en vivo de «In Trance».

## Comentarios de la crítica
Live Bites recibió reseñas mixtas por parte de la prensa especializada. Stephen Thomas Erlewine de AllMusic lo calificó con dos estrellas de cinco y comentó que llegó en un momento en el que la banda estaba perdiendo a su audiencia, por lo que el álbum «documenta esta decadencia con demasiada eficacia». Además, señaló: «Hay aspectos destacados ocasionales, pero gran parte del disco contiene actuaciones cansadas y poco entusiastas para que valga la pena para cualquiera, excepto para los fanáticos más dedicados». El crítico canadiense Martin Popoff lo llamó «relativamente intrascendente», aunque «suena mejor que el pesado World Wide Live».
La revista alemana Bravo mencionó que «una vez más ponen a prueba de por qué son una de las mejores bandas en vivo, porque cuando roquean con "Tease Me Please Me" o "No Pain No Gain" no hay nadie que los detenga». En cuanto a las baladas «Wind of Change», «When the Smoke is Going Down» y «White Dove», afirmó que «garantizan la piel de gallina». Para terminar su reseña, indicó que era un «gran disco en vivo para celebrar el treinta aniversario de la banda». Gerald Martinez del periódico New Straits Times indicó que la banda sonaba mucho mejor en vivo y, gracias a la tecnología de grabación, la presentación se oye con una «increíble claridad». A su vez, destacó las actuaciones de Klaus Meine y Matthias Jabs.

## Lista de canciones

### Edición europea
| N.º | Título                                                                 | Escritor(es)                        | Duración |  |
| 1.  | «Tease Me Please Me»                                                   | Meine, Rarebell, Jabs, Jim Vallance | 4:53     |  |
| 2.  | «Is There Anybody There?»                                              | Schenker, Meine, Rarebell           | 4:10     |  |
| 3.  | «Rhythm of Love»                                                       | Schenker, Meine                     | 3:46     |  |
| 4.  | «In Trance»                                                            | Schenker, Meine                     | 4:07     |  |
| 5.  | «No Pain No Gain»                                                      | Schenker, Meine, Mark Hudson        | 4:07     |  |
| 6.  | «When the Smoke Is Going Down»                                         | Schenker, Meine                     | 2:40     |  |
| 7.  | «Ave Maria No Morro»                                                   | Herivelto Martins, Manuel Salinas   | 3:16     |  |
| 8.  | «Living for Tomorrow»                                                  | Schenker, Meine                     | 6:56     |  |
| 9.  | «Concerto in V»                                                        | Schenker                            | 3:01     |  |
| 10. | «Alien Nation»                                                         | Schenker, Meine                     | 5:30     |  |
| 11. | «Hit Between the Eyes»                                                 | Schenker, Meine, Rarebell, Vallance | 4:10     |  |
| 12. | «Crazy World»                                                          | Schenker, Meine, Rarebell, Vallance | 5:34     |  |
| 13. | «Wind of Change»                                                       | Meine                               | 5:50     |  |
| 14. | «Heroes Don't Cry» (nueva canción de estudio)                          | Schenker, Meine                     | 4:33     |  |
| 15. | «White Dove» (nueva canción de estudio, arreglos por Schenker y Meine) | Gábor Presser, Anna Adamis          | 4:16     |  |

### Edición estadounidense
| N.º | Título                                       | Escritor(es)                        | Duración |  |
| 1.  | «Tease Me Please Me»                         | Meine, Rarebell, Jabs, Vallance     | 4:46     |  |
| 2.  | «Is There Anybody There?»                    | Schenker, Meine, Rarebell           | 4:08     |  |
| 3.  | «Rhythm of Love»                             | Schenker, Meine                     | 3:41     |  |
| 4.  | «In Trance»                                  | Schenker, Meine                     | 4:01     |  |
| 5.  | «No Pain No Gain»                            | Schenker, Meine, Hudson             | 4:02     |  |
| 6.  | «When the Smoke is Going Down»               | Schenker, Meine                     | 2:37     |  |
| 7.  | «Living for Tomorrow»                        | Schenker, Meine                     | 6:56     |  |
| 8.  | «Concerto in V»                              | Schenker                            | 3:00     |  |
| 9.  | «Alien Nation»                               | Schenker, Meine                     | 5:28     |  |
| 10. | «Crazy World»                                | Schenker, Meine, Rarebell, Vallance | 5:29     |  |
| 11. | «Wind of Change»                             | Meine                               | 5:45     |  |
| 12. | «Edge of Time» (canción inédita)             | Schenker, Meine                     | 4:05     |  |
| 13. | «Heroes Don't Cry»                           | Schenker, Meine                     | 4:29     |  |
| 14. | «White Dove» (arreglos por Schenker y Meine) | Gábor Presser, Anna Adamis          | 4:18     |  |

Fuente: Wind of Change - The Scorpions Story

## Posicionamiento en listas musicales
| País        | Lista (1995)              | Posición |
| ----------- | ------------------------- | -------- |
| Alemania    | Media Control Charts      | 66       |
| Reino Unido | Rock & Metal Albums Chart | 29       |

## Créditos
| - Klaus Meine: voz - Rudolf Schenker: guitarra rítmica, guitarra líder, guitarra acústica de seis y guitarra acústica de doce cuerdas y coros - Matthias Jabs: guitarra líder y rítmica, guitarra acústica de seis y doce cuerdas y coros - Herman Rarebell: batería y teclados - Ralph Rieckermann: bajo, contrabajo y coros Músicos adicionales - Francis Buchholz: bajo en «Rhythm of Love», «Living for Tomorrow» y «Edge of Time» - Richard Baker: director de orquesta en «Heroes Don't Cry» - Fred White, Linda McCrary, Alfie Silas y Ricky Nelson: coros en «Heroes Don't Cry» - Luke Herzog: teclados en «Heroes Don't Cry» - Kinderchor Majell Lustenhouwer: coro infantil en «White Dove» - Rocq-E Harrel: coros adicionales en «White Dove» | - Scorpions: producción - Scorpions y Keith Olsen: producción en «White Dove» y «Heroes Don't Cry» - Erwin Musper: mezcla - Sander van der Heide: masterización - Jorg Wischmann y Sven Bodin: portada - Jorg Wischmann: fotografía de contraportada - Fernando Aceves: fotografía |

Fuente: Folleto de notas de Live Bites (edición estadounidense)